# Intermediário reaccional
Em química, um intermediário reaccional, também chamado de intermediário de reação, é uma espécie química, habitualmente de baixa estabilidade, que aparece e posteriormente desaparece no mecanismo de reacção. Não aparece nem na reacção global, nem na equação de taxa de reação.
A maioria das reacções químicas são consecutivas (ou sucessivas), isto significa que para se completarem necessitam passar através de mais de uma etapa elementar. As espécies que são o produto de uma destas etapas e que se consomem numa etapa seguinte são os intermediários reaccionais. 
Por exemplo, numa hipotética reacção consecutiva (ou sucessiva):
A + 2B → C + D + E,
cujo mecanismo seja o seguinte:
A + B → C + X
X → D + Y
B + Y → E,
as espécies X e Y são intermediários reaccionais.
Os intermediários reaccionais normalmente têm vida curta e são raramente isolados, sendo algumas vezes apenas postulados teoricamente.